# Пацьорки
Пацьо́рки (від пол. paciorki < лат. pater) або бранзульєти або бранзолети або кулі або лускавки або надуванці або надуванчики або світлячки — українська назва нагрудної прикраси у вигляді однієї довгої або кількох коротших низок кольорового «дутого» скла. Складалася з намистин ручного або фабричного виготовлення.

## Історія

Пацьорки з Вінницького краєзнавчого музею, ХІХ ст.
посередині — намистина із венеційського скла

Намисто зі скла увійшло в український народний жіночий стрій у ХІХ — на початку ХХ століття. Воно було білого, блакитного, зеленого, жовтого, червоного, вишневого, чорного кольорів. Іноді на одну низку нанизували різноколірні намистини.
Найдорожчим різновидом пацьорок були ті, що виготовлялись із муранського скла у Венеції. Їх називали ще «венеційками». Такі намистини інкрустували металами (найчастіше — золотом) і розписували емаллю. Найпоширенішими були — чорні намистини з білими цятками.
В кінці XIX-на початку XX століття розповсюдилися різноколірні «дуті» скляні намиста типу ялинкових — намистини були схожі на мініатюрні ялинкові прикраси, а намиста — на ялинкові гірлянди. Вони були дешеві і яскраві, тому були популярними серед жінок. Купували таке намисто поштучно, певну кількість нанизували у разки завдовжки 35-75 см, укладаючи однакові за кольором та за розміром або ж більші — до центру. Називали їх «лускавки» (бо намистини були крихкі і легко лускалися), «світлячки», «надуванці»/«надуванчики», «кулі» чи «бранзолети»/«бранзульєти». З часом вони значно потіснили інші намиста, які носили українки. Окремі намистини також використовували для оздоби вінків.
Згадок про українські майстерні з виробництва «дутого» скляного намиста дослідники не знайшли. Як свідчать давні газетні публікації, в Україну таке намисто постачали із чеських територій поблизу Судетів у часи, коли Галичина була частиною Австро-Угорщини. Цей промисел започаткували судетські німці. Українські дівчата та жінки могли придбати такі прикраси на ярмарках, у міських крамницях або ж — поштою. У львівській пресі 1940-х років є оголошення про те, як поштою замовити новинки через галантерійні крамниці Варшави.

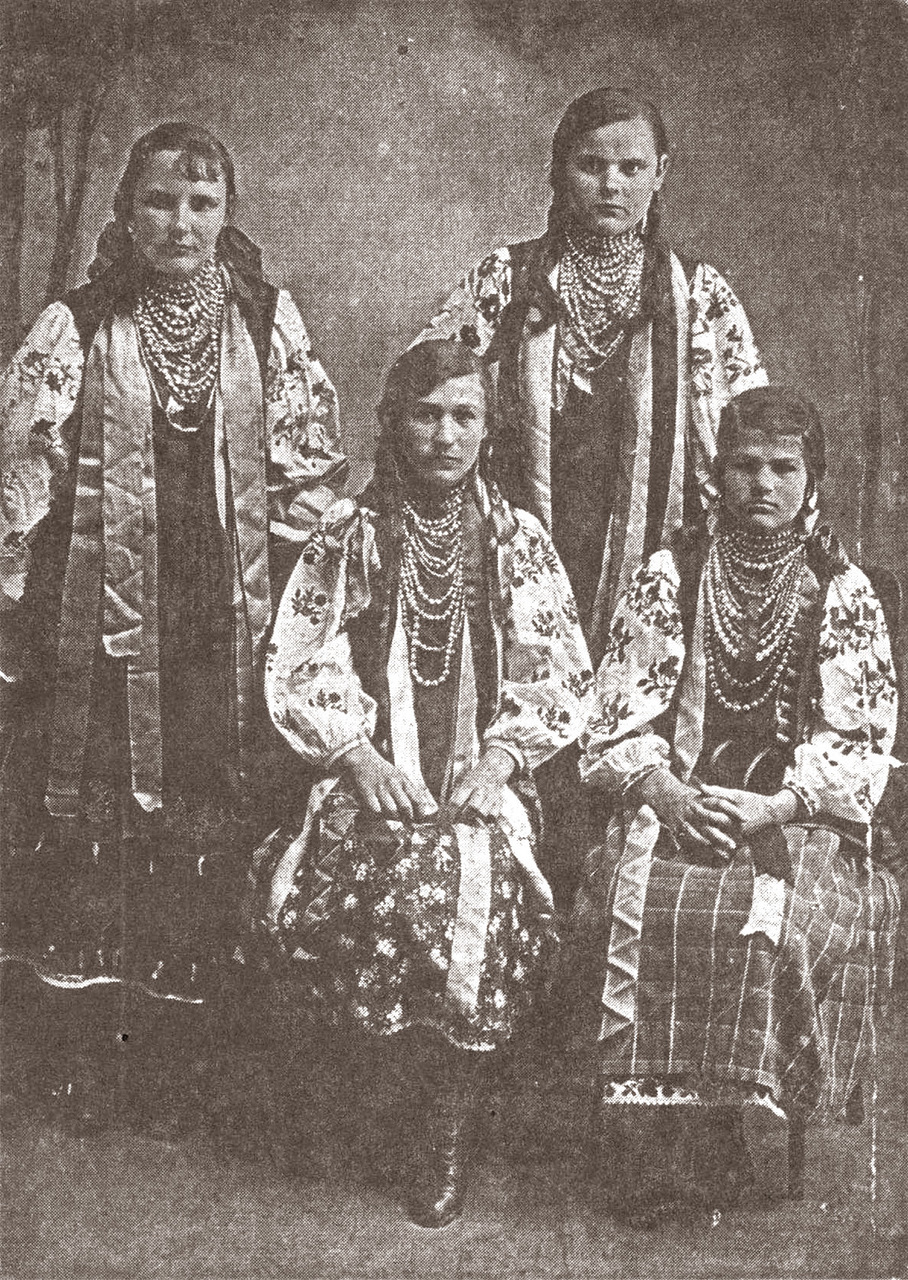
Дівчата з села Ірдинь Черкаського району Черкаської області 1909
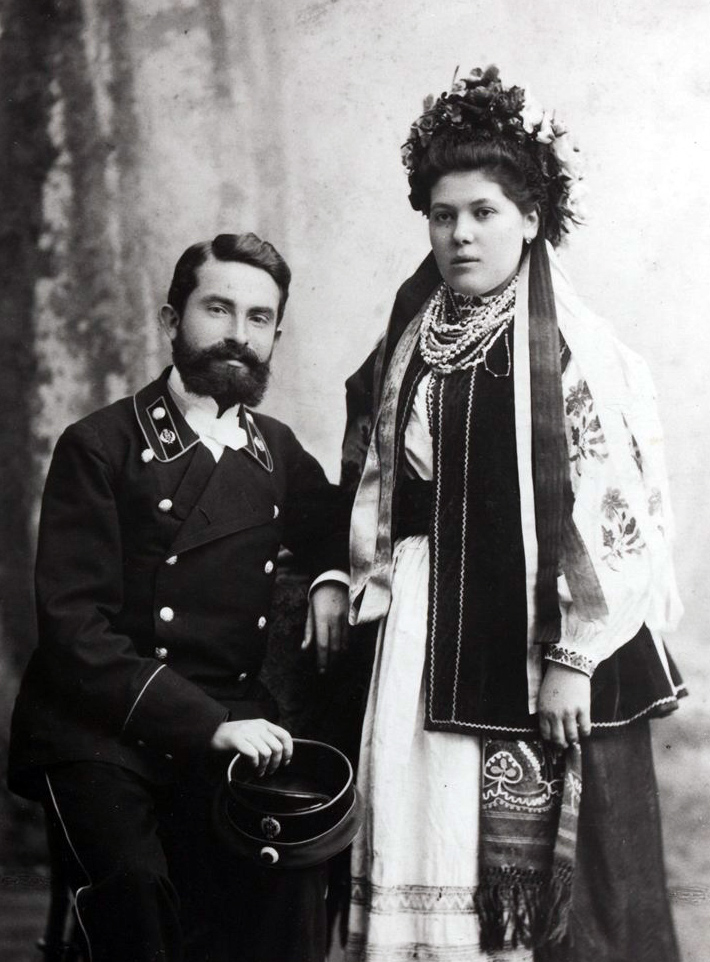
Батьки Сержа Лифаря 1900-1920-ті
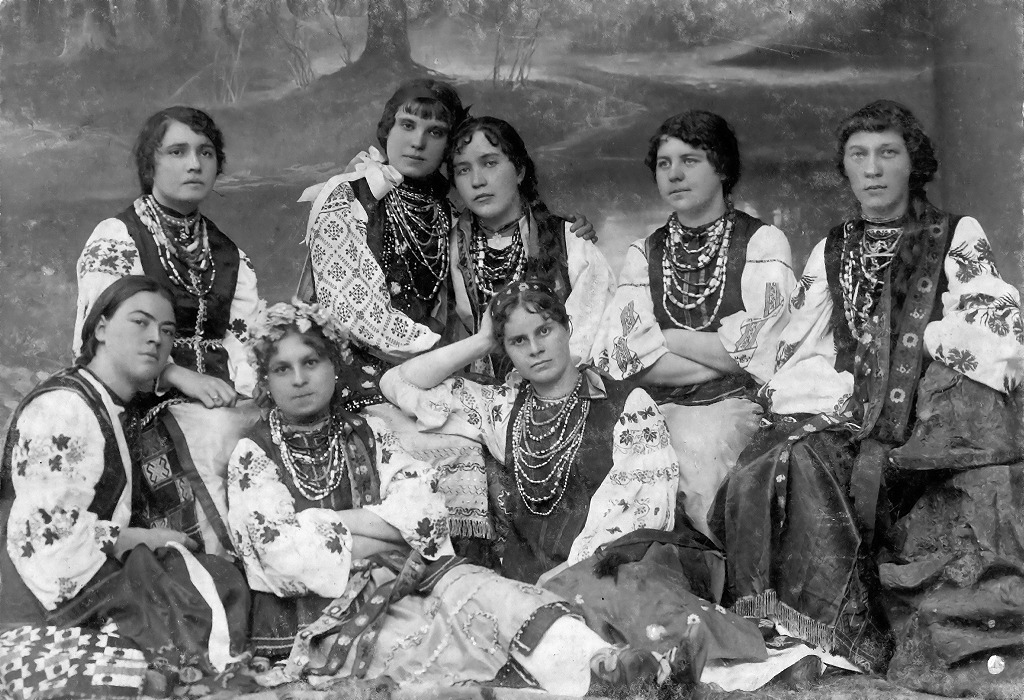
Дівчата з Полтавщини 1914
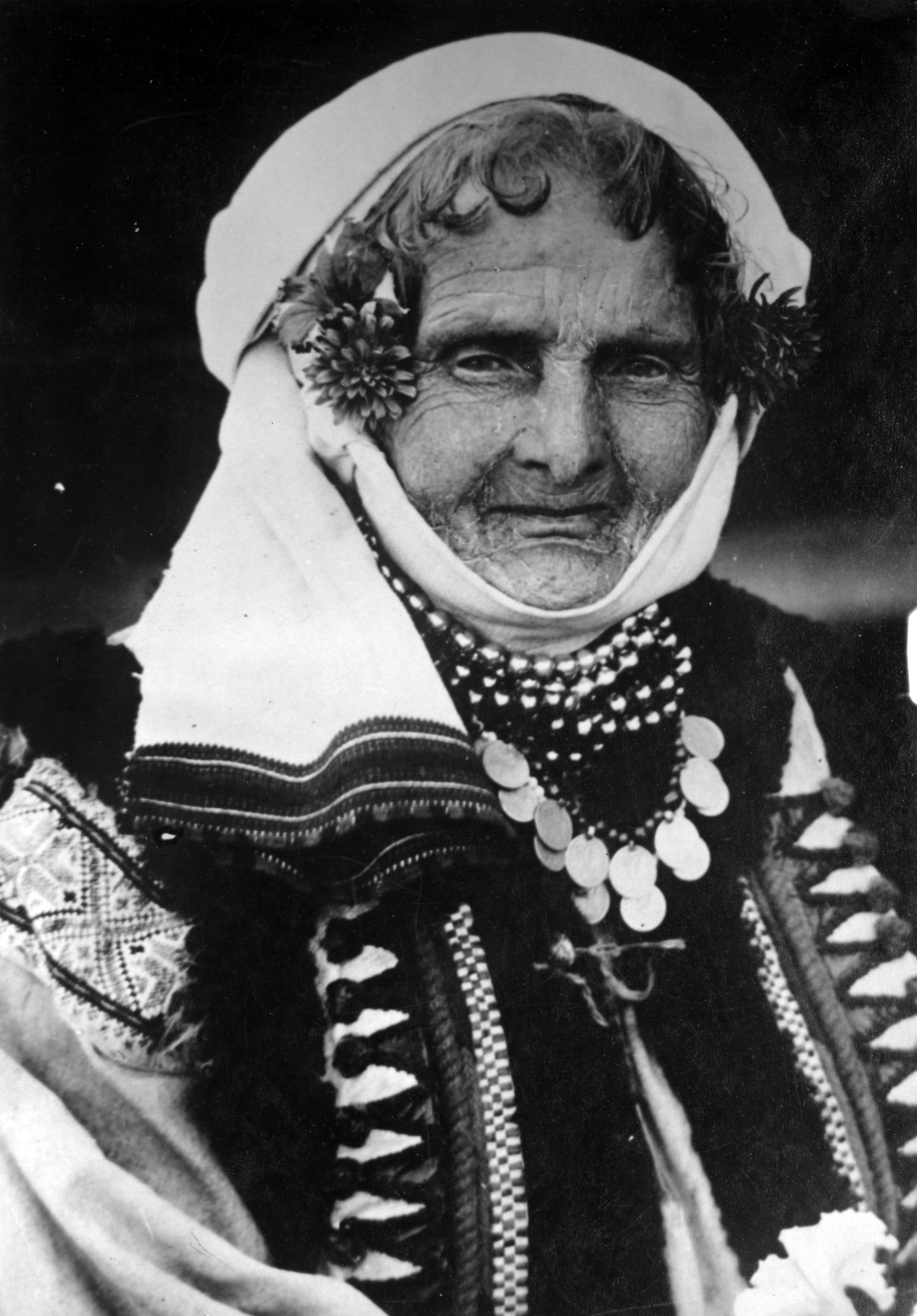
«Чукутиха в перемітці» фото Миколи Сеньковського, 1920-ті
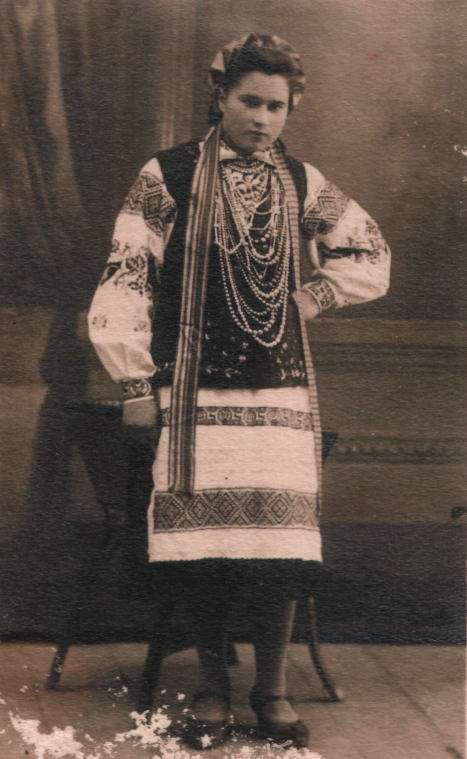
Дівчина з Рівненщини початок XX ст.
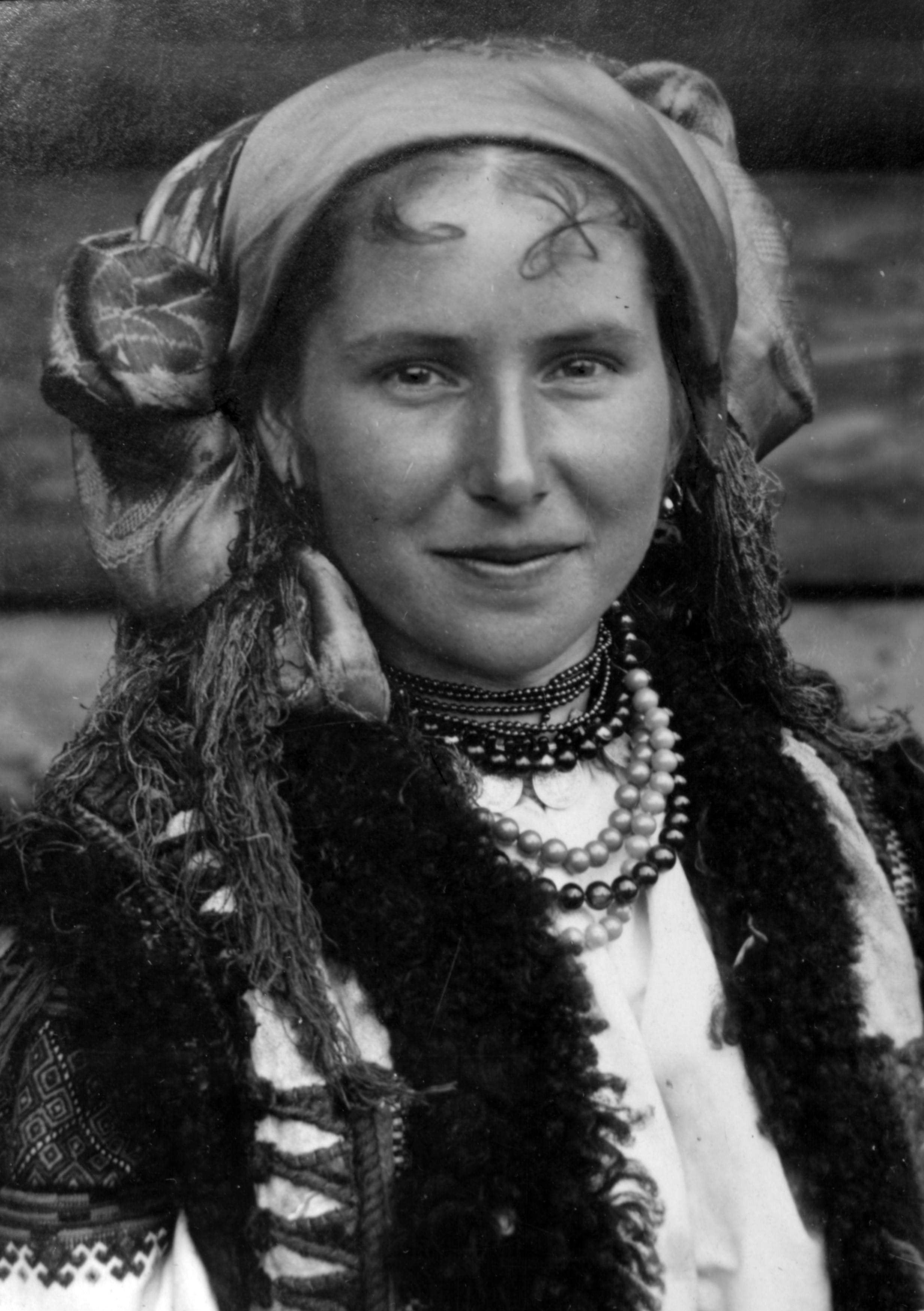
«Гуцулка» фото Миколи Сеньковського, 1920-1930-ті
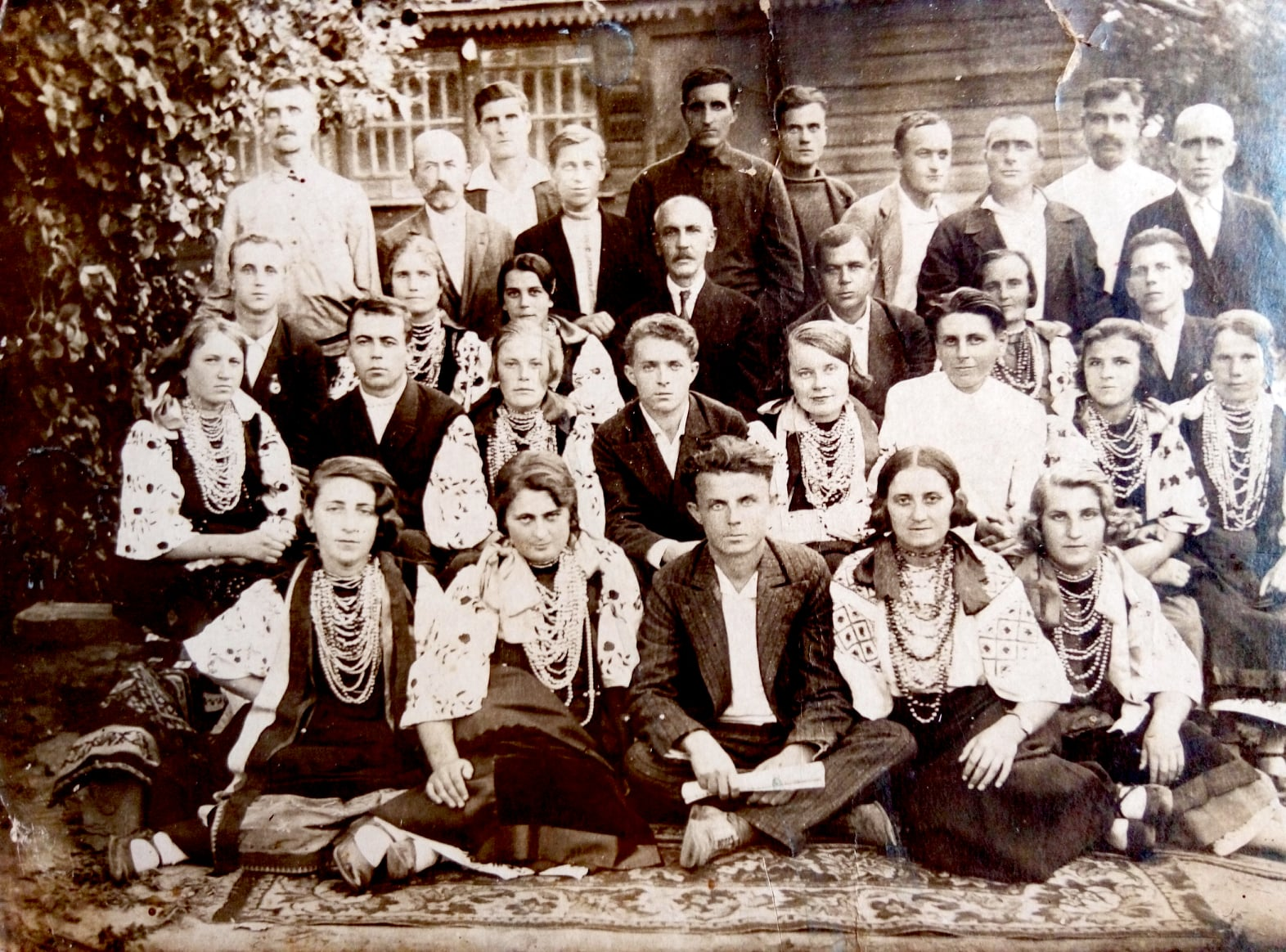
Церковний хор у Носівці 1930-ті
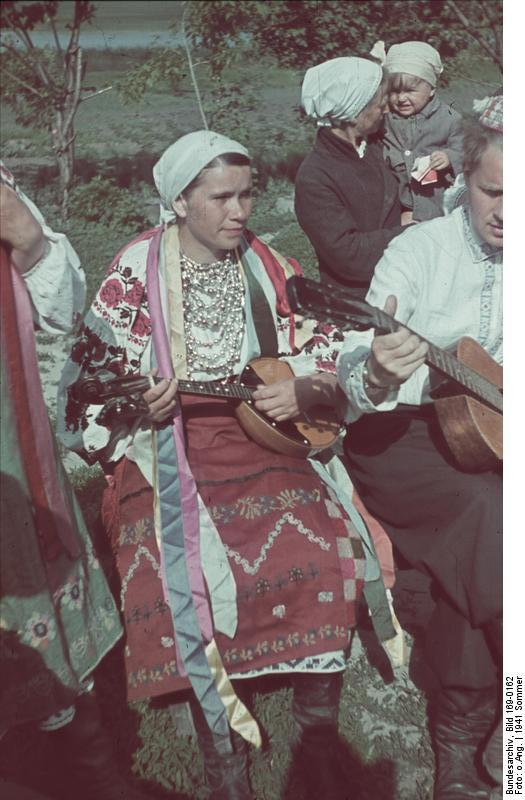
Дівчина з Полтави 1941

## Сучасність
У теперішній час (2010-ті роки) мистецтво створення пацьорок відновлюється завдяки майстрам лемпворку — як з метою вивчення особливостей народного костюма та давнього мистецтва склодувів, так і з комерційною метою.